# Maquis et bois de la plaine côtière de Swan
Localisation
Les maquis et bois de la plaine côtière de Swan forment une écorégion définie par le fonds mondial pour la Nature (WWF) qui couvre une zone de plus de 15 000 km2 au sud-ouest de l'Australie-Occidentale. Elle appartient à l'écozone australasienne et au biome des forêts, terres boisées et broussailles méditerranéennes.